# Jamais sans toi, Louna
Pour les articles homonymes, voir  Jamais sans toi.
Pour plus de détails, voir Fiche technique et Distribution.
Jamais sans toi, Louna est un téléfilm franco-belge de Yann Samuell diffusé en 2019.
Le téléfilm est une coproduction de Léonis Productions, TF1, Be-Films et la RTBF (télévision belge).
Il retrace l'histoire vraie de Sabrina et Yoan Bombarde publiée en 2018 dans le livre Plus jamais sans toi, Louna,  pour que ce genre d'erreur judiciaire ne se reproduise plus et pour que leur calvaire serve de jurisprudence. Et pour que Louna, enfin, sache combien ils se sont battus pour elle,.

## Synopsis
Sabrina et Yoann sont accusés à tort de mauvais traitement sur leur petite fille.

## Fiche technique
- Titre original : Jamais sans toi, Louna
- Réalisation : Yann Samuell[1]
- Scénario : Yann Samuell, Virginie Wagon, Claude-Michel Rome d'après Plus jamais sans toi, Louna de Sabrina et Yoan Bombarde
- Production : Jean-Benoît Gillig
- Sociétés de production : Léonis Productions, TF1, Be-Films et la RTBF (télévision belge)[1]
- Société de distribution : TF1 distribution
- Pays d'origine :  France,  Belgique[1]
- Langue originale : français
- Format : couleur
- Genres : drame, fait divers
- Durée : 2 x 45 minutes[1]
- Dates de première diffusion :
  - France : 9 septembre 2019 sur TF1
  - Suisse : 6 septembre 2019 sur RTS Un[4]
  - Belgique : 3 septembre 2019 sur La Une[5]
- Public : Tout public

## Distribution
- Alice Taglioni : Claire Weiss
- Sophie Guillemin : Mme Legouguec
- Chloé Jouannet : Sabrina Morvan
- Rod Paradot : Yoann Morvan
- Serge Hazanavicius : Pr Maxime Weber
- Inna Modja : Victoria
- François Feroleto : Juge Arnaud Marchal
- Elsa Houben : Alma Weiss
- Denis Mpunga : Régis Fourcade
- Caroline Bourg : Commandante Dorval
- Thémis Terrier-Thiébaux : Louna
- Ysée Jouannet : Lysa à 6 ans
- Anne-Sophie Erhel : Mme Ravel
- Sabine Corre : Myriam
- Vincent Furic : Tim
- R. Lemoine : Thorez
- Franck Lemarié : M. Ravel
- Cédric Bouvier : Marc
- Morwenna Spagnol : Avocate
- Stéphane Grossi : Policier brigade des mineurs
- Ludovic Le Lez : Contrômaître
- Yvan Cariou : Contrôleur de l'ASE
- Catherine Riaux : Contrôleuse de l'ASE
- Grégory Boussaud : Dr du SMUR
- Sylvain Joly : Pédiatre
- Anne de Kersabiec : Infirmière d'urgences
- Quitterie Picamoles : Interlocutrice
- Lionel Monier : Chirurgien
- Eddy Del Pino : Collègue
- Manuela Josset : Directrice du magasin
- Claire Péron : Cliente
- Louise Morin : Lilas
- Pascal Nzonzi: M. le substitut du procureur

## Tournage
Le tournage a eu lieu en mai 2019.

## Audience
La première partie attire 3,77 millions de téléspectateurs (17,5 % de PDA). La seconde partie conserve encore 3,42 millions de téléspectateurs (18,9 % de PDA) ce qui permet à la chaîne d'être un petit leader devant M6 et L'amour est dans le pré.